# Жерве, Пьер
Пьер Жерве (фр. Pierre Gervais; 21 сентября 1870, Шательро — 2 августа 1960, Cerdon) — французский яхтсмен, чемпион и бронзовый призёр летних Олимпийских игр 1900.
На Играх вместе с двумя другими членами экипажа, фамилии которых олимпийская история не сохранила, на яхте Baby-1 участвовал в двух гонках для яхт водоизмещением до 0,5 тонны. В первой гонке экипаж Жерве занял первое место, а во второй получил бронзовую медаль.